# Dirk Janssens
Dirk Janssens, né le 28 mars 1969 à Anderlecht, est un homme politique belge, membre de l'Open Vlaamse Liberalen en Democraten (Open Vld).

## Biographie
Dirk Janssens nait le 28 mars 1969 à Anderlecht.
Le 14 octobre 2014, il devient députée fédérale à la Chambre des représentants en remplaçant Maggie De Block qui devient ministre dans le gouvernement Michel I.